# 哈特施泰因魏爾湖

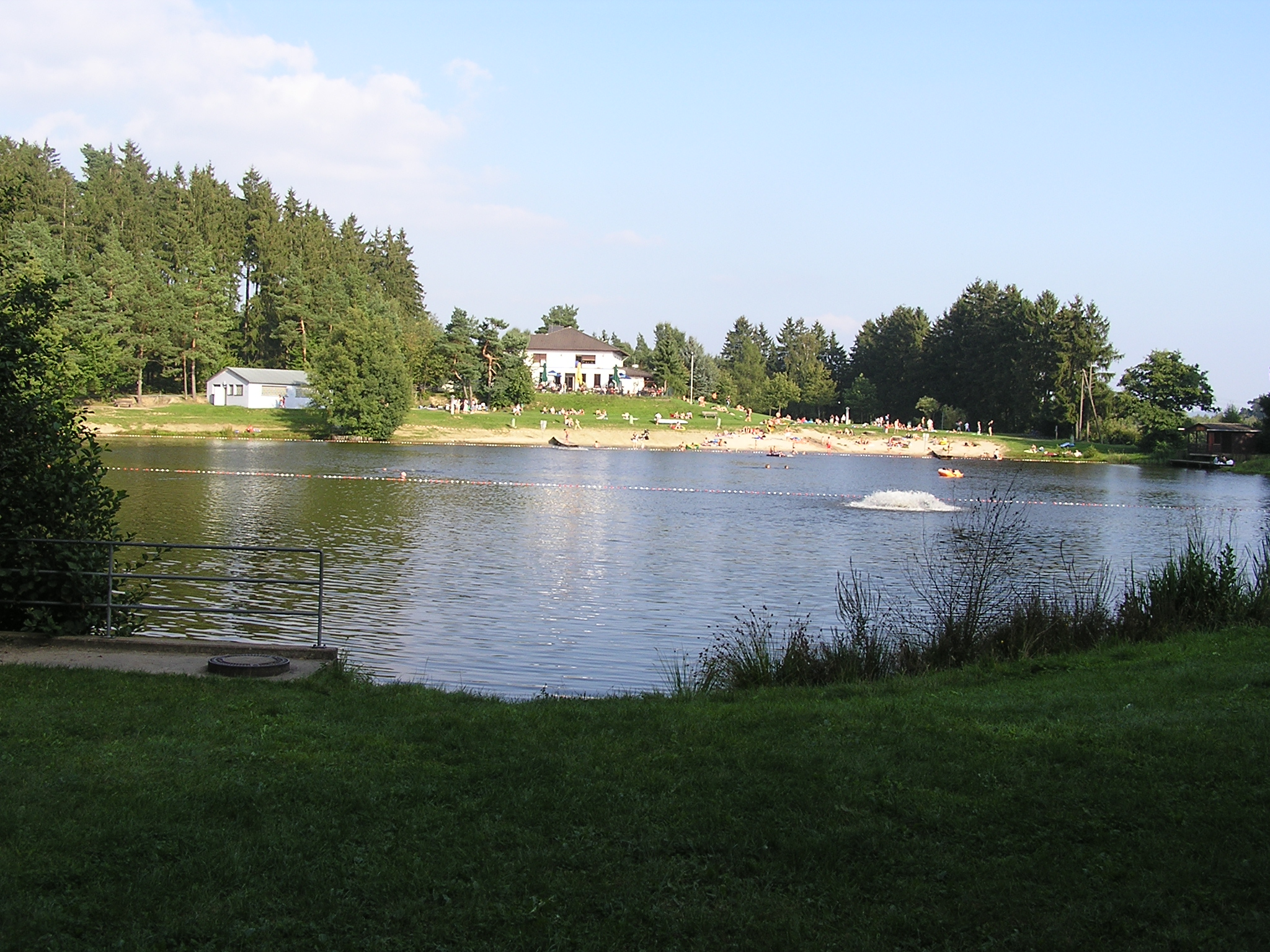

50°20′39″N 8°30′25″E / 50.344036°N 8.506937°E
哈特施泰因魏爾湖（德語：Hattsteinweiher），是德國的湖泊，位於該國中部，由黑森州負責管轄，處於烏辛根附近，面積0.02平方公里，海拔高度340米，平均水深2.1米，最大水深4米。